# سیارک ۵۶۵۸
سیارک ۵۶۵۸ (به انگلیسی: 5658 Clausbaader، نامگذاری:1950DO) پنج هزار و ششصد و پنجاه و هشتمین سیارک کشف شده‌است که در ۱۷ فوریه ۱۹۵۰ و در هایدلبرگ کشف شد.
قدر مطلق سیارک برابر ۱۲٫۸۰ است.